# راندال سيمون
راندال سيمون (بالهولندية: Randall Simon)‏ هو لاعب كرة قاعدة هولندي، ولد في 25 مايو 1975 في ويلمستاد في كوراساو.

## وصلات خارجية
- راندال سيمون على موقع دوري كرة القاعدة الرئيسي (الإنجليزية)
- راندال سيمون على موقع الدوري الياباني لكرة القاعدة (الإنجليزية)
- راندال سيمون على موقعبيزبول رفرنس.كوم (الدوري الرئيسي) (الإنجليزية)
- راندال سيمون على موقعبيزبول رفرنس.كوم (الدوري الثانوي) (الإنجليزية)
- راندال سيمون على موقع إي إس بي إن.كوم (أم.أل.بي) (الإنجليزية)
- راندال سيمون على موقع مشجعي الرسوم البيانية (الإنجليزية)